# Deborah White
 (octobre 2017).
Si vous disposez d'ouvrages ou d'articles de référence ou si vous connaissez des sites web de qualité traitant du thème abordé ici, merci de compléter l'article en donnant les références utiles à sa vérifiabilité et en les liant à la section « Notes et références ».
Pour les articles homonymes, voir White.
Deborah White est une actrice américaine.

## Filmographie
- 1966 : The Fat Spy (en) : Treasure Hunter
- 1972 : Short Walk to Daylight :
- 1975 : La Famille des collines (The Waltons) :
- 1975 : Kojak :
- 1976 : Victoire sur la nuit (Dark Victory) :
- 1976 : Petrocelli :
- 1976 : Busting Loose (en) :
- 1977 : La trappe à nanas (en) (The Van) :
- 1977 : The Girl in the Empty Grave :
- 1977 : Barnaby Jones :
- 1978 : Record City (en)
- 1978 : Saison 7, épisode 5 Des sourires et des armes
- 1978 : Maude :
- 1978 : Stickin' Together :
- 1978 : With This Ring :
- 1979 : $weepstake$ :
- 1979 : The White Shadow (en) :
- 1979 : Laverne & Shirley :
- 1980 : Dallas Cowboys Cheerleaders II :
- 1982 : Fast-Walking (en) :
- 1985 : Hôtel (Hotel) :
- 1985 : Arabesque (Murder, She Wrote) :
- 1986 : Chasseurs d'ombres (Shadow Chasers) :